# 中国水电工程顾问集团
中国水电工程顾问集团公司，簡稱中国水电工程顾问集团，在2002年，經國務院批准由當時水利水电规划设计总局撤銷後註冊成立，其後在2011年9月29日，和另外中国水利水电建设集团公司，以及各14地區省份电网企业所属的勘测设计企业、电力施工企业、装备修造企业等所組成為中国电力建设集团有限公司，自此成為旗下公司。
現時業務从事水电和新能源等发电项目的勘测、设计、咨询、监理、审查、评估、安全鉴定、竣工验收、施工、项目管理、总承包及相关技术和中介业务，以及河流（河段）水电规划；水电工程、新能源及相关产业的开发、投资、经营和管理。董事長和總經理為王斌。
總部位於北京西城区六铺炕北小街2号，邮编為100120。